# Москальов Едуард Михайлович
Едуа́рд Миха́йлович Москальо́в (нар. 22 грудня 1973) — український воєначальник, генерал-майор Збройних Сил України, командувач оперативно-стратегічного угруповання військ «Одеса». У 2022 році — командувач угруповання Об'єднаних сил Збройних Сил України, командир оперативно-тактичного угруповання на сході; раніше — начальник штабу — перший заступник командувача військ оперативного командування «Схід» Сухопутних військ Збройних Сил України. Учасник російсько-української війни. 

## Біографія
У 2012 році очолював 300-й навчальний танковий полк 169-го навчального центру Сухопутних військ.
З 15 березня по 10 червня 2022 року — командувач Об'єднаних сил.
Від червня 2022 року — командир оперативно-тактичного угруповання на східному фронті.
26 лютого 2023 року звільнений з посади Командувача об'єднаних сил.
Станом на березень-квітень 2023 року — командувач ОСУВ «Одеса».
15 серпня 2024 року став керівником військової комендатури, створеної на підконтрольній українським військовим території Курської області.

## Нагороди
- Орден «Богдана Хмельницького» II ступеня (19.03.2022) — за особисту мужність і самовіддані дії, виявлені у захисті державного суверенітету та територіальної цілісності України, вірність військовій присязі[10];
- Орден «Богдана Хмельницького» ІІІ ступеня (29.09.2014) — за особисту мужність і героїзм, виявлені у захисті державного суверенітету та територіальної цілісності України[11].